# Голубчик, Марк Михайлович
Марк Михайлович Голубчик (6 августа 1934, Киев — 25 ноября 2001, Саранск) — советский и российский экономико- и политико-географ, страновед, автор множества научных работ и учебников для высшей школы. Научные исследования М. М. Голубчика посвящены проблемам экономической и социальной географии развивающихся стран, географии природных ресурсов мира, пространственной структуре мирового хозяйства, политической географии, экономико-географическому страноведению.
Один из основателей научной дисциплины «История географии» и множества учебников для вузов. Вместе с географом С. П. Евдокимовым  создали структуру и содержание дисциплины «Общая география» и подготовили первый в России учебник для российских средних школ.
На рубеже XX—XXI века он занял 42 место в ряду лучших географов мира. В 2004 году вышла книга памяти М. М. Голубчика.

## Биография
Марк Михайлович Голубчик родился в 1934 году в городе Киев.
Мать — Рахиль Исааковна Соголова 1909 года рождения, дочь купца первой гильдии, по профессии — медсестра. Отец — Михаил Наумович Голубчик 1901 года рождения, фармацевт, заведующий аптекой.
В июле 1941-го М. М. Голубчик вместе с родителями и 4-месячной сестрой Фаиной был эвакуирован в станицу Новопокровская Краснодарского края, где его отец стал военнослужащим Красной Армии. Осенью вместе с мамой и сестрой М. М. Голубчик поселился в городе Энгельс Саратовской области. В 1943 году туда приехал отец, демобилизованный по состоянию здоровья.
В 1942—1952 годах М. М. Голубчик был учеником средней школы № 2 города Энгельс, а с третьего класса — средней мужской школы №11, которую окончил с серебряной медалью. Получал похвальные грамоты за отличную учебу, занял первое место на Всесоюзной географической олимпиаде. Поступал на физический факультет  Саратовского государственного университета им. Н. Г. Чернышевского на отделение радиофизики. 
В 1952-1957 годах проходил обучение на отделении экономической географии географического факультета Саратовского государственного университета им. Н. Г. Чернышевского по специальности экономист-географ, учитель географии средней школы. На факультете был единственным сталинским стипендиатом. Дипломную работу на тему «Гидроэнергоресурсы и гидроэнергетика Франции» защитил на «отлично».
Вместе с женой Людмилой Васильевной Голубчик (Лукиной), также окончившей Саратовский госуниверситет по специальности «экономическая география», в 1957—1958 годах работал по распределению в Жилинской средней школе Державинского района Оренбургской области. Был заведующим учебной частью, учителем географии и немецкого языка. Затем переехал в Саратов, где трудился завучем начальной школы № 3 и учителем географии средней школы № 2 Приволжской железной дороги. В 1960—1963 гг. М. М. Голубчик учился в аспирантуре Московского государственного педагогического института имени В. И. Ленина. Защитил кандидатскую диссертацию на тему «Экономико-географическая характеристика Камеруна». 19 мая 1965 года ему была присвоена ученая степень кандидата географических наук.
После аспирантуры М. М. Голубчик получил направление в Новосибирский государственный педагогический институт, где с 1963 года работал старшим преподавателем, а с 1968-го — заведующим кафедрой экономической географии В 1970-м переехал в Саранск, где работал в Мордовском государственном университете имени Н. П. Огарева в качестве доцента, затем — заведующего кафедрой.
Как преподаватель М. М. Голубчик разработал и апробировал экспериментальный учебный курс «История человечества и природа Земли» в общеобразовательной школе № 5 Саранска.
Он читал курсы «Экономическая и политическая география зарубежных стран», «География мирового хозяйства», «История и методология географической науки», «Мировая экономика» и другие.
Супруга: Людмила Васильевна Голубчик (Лукина) родилась 17 ноября 1934 года в городе Челябинск, умерла 23 февраля 2017 года в городе Саранск. Работала учителем географии.
Дети: писатель Василий Голубчик 1958 года рождения, журналист Владислав Голубчик 1968 года рождения.
Внуки: Анастасия Голубчик, Ольга Голубчик, Антон Голубчик и Алена Голубчик.
Сестра: Фаина Михайловна Сперанская (Голубчик) родилась 18 апреля 1941 года в городе Киев.

## Научная деятельность
М. М. Голубчик начинал с работ в духе классического страноведения, опубликовав в 1968 г. монографию «Федеративная Республика Камерун: экономико-географическая характеристика» — первую отечественную работу по этой республике. С 1963 г. М. М. Голубчик — старший преподаватель, а с 1968 г. — заведующий кафедрой экономической географии Новосибирского государственного педагогического института. В 1970 г. он переехал в Саранск и стал работать в Мордовском государственном университете в качестве доцента, затем — заведующего кафедрой экономической географии (ныне — физической и социально-экономической географии) (1979—2001 гг.). Он читал курсы «Экономическая и политическая география зарубежных стран», «География мирового хозяйства», «История и методология географической науки», «Мировая экономика» и другие.
В 1987 г. выходит его монография «География лесных ресурсов и лесного хозяйства развивающихся стран», в которой излагается опыт комплексной географической характеристики лесных ресурсов и лесного хозяйства стран Азии, Африки, Латинской Америки и Океании, рассматриваются специфичность, глобальное изменение и основные черты мировой географии лесных ресурсов, эколого-экономические и экономико-географические проблемы их хозяйственного освоения.
По результатам исследований в 1990 г. М. М. Голубчик в специализированном совете Ленинградского государственного университета защитил докторскую диссертацию на тему «Лесоресурсный потенциал развивающихся стран и его использование: экономико-географический анализ», в которой впервые в отечественной географической науке был дан комплексный сопряженный анализ лесных ресурсов и лесопотребления, рассмотрены актуальные экономико-экологические проблемы использования лесоресурсного потенциала в контексте глобальных проблем человечества.
Позднее появились значительные работы по политической географии и географии мирового хозяйства. В области политической географии им дана характеристика основных этапов политико-географической истории человечества, новейших изменений и современного состояния политической карты мира в целом и его крупных регионов (с выделением актуальных политико-географических проблем и событий).
М. М. Голубчик в своих трудах и устных выступлениях неоднократно подчеркивал важность и необходимость интеграции разных уровней географического образования в рамках отдельных регионов. Значительную роль в формировании методологии современной географии играли сборники научных трудов по геосистемам, регулярно издававшиеся под редакцией М. М. Голубчика. Большой вклад он внес в новые направления современной социальной географии — изучению образа, уровня и качества жизни. Ключевыми для последних десятилетий работы М. М. Голубчика можно считать учебные пособия для высшей школы. Около 20 лет он был заведующим кафедрой экономической и социальной географии Мордовского государственного университета, являлся член-корреспондентом Российской академии естествознания, активно работал в Головном совете по географическим наукам Министерства образования РФ. Руководитель научных проектов по грантам РФФИ, РГНФ, Фонда фундаментального естествознания.
М. М. Голубчиком опубликовано более 200 научных работ, в том числе 17 монографий и учебных пособий для высшей школы. Под его редакцией было издано более 10 сборников научных статей.
На географическом факультете Мордовского государственного университета им. Н. П. Огарева открыта аудитория имени М. М. Голубчика.

## Основные книги
- «Федеративная Республика Камерун: экономико-географический очерк» (1968).
- «География Мордовской АССР» (1986).
- «География лесных ресурсов и лесного хозяйства развивающихся стран» (1987).
- «Введение в экономическую и социальную географию: учебное пособие для вузов» (в сооавторстве: Файбусович Э. Л., Логинова Н. Н., Ковшов В. П.) (1993). — ISBN 5-710-30081-0
- «География мирового хозяйства» (1993).
- «Самый, самая, самое в природе земного мира» (в соавторстве с В. П. Ковшовым) (1994)
- «Использование природных ресурсов и охрана природы» (в соавторстве: В. П. Ковшов, А. М. Носонов) (1996).- ISBN 5-7103-0171-X
- «История географии» (в соавторстве: С. П. Евдокимов, Максимов), (1998). — ISBN 5-88-984-051-7
- «Политическая география мира» (1998).
- «Политическая карта мира» (2001).
- «Общая география» (в соавторстве: С. П. Евдокимов),
- «География. География: Учебник для экологов и природопользователей» (2003). — ISBN 5-7567-0268-7 (посмертно)
- «Экономическая и социальная география (основы науки)» (в соавторстве: Э. Л. Файбусович, А. М. Носонов, С. Н. Макар) (2004). — ISBN 5-691-00787-4 (посмертно)
- «Теория и методология географической науки» (2005). — ISBN 5-691-01454-4 (посмертно)
- «География в современном мире» (в соавторстве: С. П. Евдокимов) (2000) — ISВN 5-886-08065-1
- «История человечества и природа Земли» — учебный курс для школ
- «Мировое социально-экономическое развитие накануне XXI в»
- Голубчик М. М. Социально-экономическая география. 2-е изд., испр. и доп. Учебник для вузов / А. М. Носонов, М. М. Голубчик, Э. Л. Файбусович, С. В. Макар. — М.: ЮРАЙТ, 2020. — 475 с. (с грифом УМО высшего образования РФ).
- Голубчик М. М. Теория и методология географической науки. 2-е изд., испр. и доп. Учебник для бакалавриата и магистратуры / А. М. Носонов, М. М. Голубчик, С. П. Евдокимов, С. В. Макар, Г. Н. Максимов. — М.: ЮРАЙТ, 2020. — 409 с. (с грифом УМО высшего образования РФ).

### 1960—1969
- Голубчик, М. М. Проблемы экономического развития освободившихся стран / М. М. Голубчик // Материалы X научной конференции Новосибирского государственного педагогического института: тез. докл. — Новосибирск, 1960.

- Голубчик, М. М. Лесные ресурсы Камеруна и их хозяйственное использование / М. М. Голубчик // Учен. зап. Моск. пед. ин-та. — 1964. — № 206. — С. 275—293.

- Голубчик М. М. Развитие экономики Камеруна / М. М. Голубчик //Народы Азии и Африки. — 1964. — № 3. — С. 27 — 37.

- Голубчик М. М. Федеративная Республика Камерун: экон.-геогр. очерк / М. М. Голубчик. — М.: Мысль, 1968. — 316 с.

- Голубчик М. М. Железнодорожный транспорт и некоторые вопросы экономического развития стран Экваториальной Африки / М. М. Голубчик // Страны и народы Востока. — М., 1969. — Вып. 9. — С. 136—159.

### 1970—1979
- Голубчик М. М. Лесные ресурсы стран Западной и Экваториальной Африки и проблемы их хозяйственного использования / М. М. Голубчик // Современные проблемы развития и размещения производительных сил в Африке. — М., 1971. — С. 151—162.

- Голубчик М. М. К экономической оценке лесных ресурсов стран Африки / М. М. Голубчик // Проблемы населения и хозяйства стран Африки. — Л., 1973.

- Голубчик М. М. Методические указания для самостоятельной работы студентов по экономической и политической географии зарубежных стран: политическая карта мира. — Саранск: Изд. Мордов. ун-та, 1973. — 62 с.

- Голубчик М. М. Некоторые черты хозяйственного использования лесных ресурсов стран Африки / М. М. Голубчик // Страны и народы Востока. — М., 1973. — Вып. 15. — С. 97 — 112.

- Голубчик М. М. Экономико-географические проблемы лесной промышленности развивающихся стран Африки / М. М. Голубчик // География и развивающиеся страны. — М., 1973.

- Голубчик М. М. Некоторые формы активизации познавательной деятельности студентов при изучении курса географии / М. М. Голубчик // Активизация познавательной деятельности студентов: материалы шестой метод. конф. — Саранск, 1974. — С. 92 — 93.

- Голубчик М. М. Ленинский анализ империализма и вопросы типологии стран капиталистического мира / М. М. Голубчик // Типологические подходы в отраслевых и региональных географических исследованиях. — М., 1975.
- Голубчик М. М. Современные проблемы хозяйственного использования и охраны естественных ресурсов развивающихся стран: (на примере лесных ресурсов развивающихся стран Африки) / М. М. Голубчик // Проблемы природных и экономических ресурсов. В 2 ч. — Саранск, 1976. — Ч.1. — С. 97 — 108.
- Голубчик М. М. Географическое положение и границы Мордовской АССР / М. М. Голубчик // География Мордовской АССР. — Саранск, 1977.
- Голубчик М. М. Деградация и истощение лесных ресурсов и вопросы рационального использования лесных земель Тропической Африки / М. М. Голубчик // География и развивающиеся страны. — М., 1977.
- Голубчик М. М. Использование лесных земель в Африке / М. М. Голубчик // Продовольственная проблема Африки. — М., 1977.
- Голубчик М. М. К научному анализу экономико-географического положения территории: (на примере Мордовской АССР) / М. М. Голубчик // Вопросы географии и этнографии Мордовской АССР. — М., 1977. — С. 22 — 24.
- Голубчик М. М. Мировое хозяйство в период научно-технической революции / М. М. Голубчик // География в школе. — 1977. — № 4. — С. 6 — 12. 19.
- Голубчик М. М. Некоторые аспекты изучения территориальной концентрации общественного производства / М. М. Голубчик // Проблемы концентрации общественного производства в развитии производительных сил Нечернозёмной зоны РСФСР: тез. докл. Всерос. конф. — Саранск, 1977. — С. 33.
- Голубчик М. М. Лесное хозяйство и заготовка древесины / М. М. Голубчик, Л. Н. Калиниченко // Производительные силы стран Африки. Сельское хозяйство. — М., 1978. — С. 228—268. 1978
- Голубчик М. М. Характерные черты и проблемы развития региональной системы производственной инфраструктуры Мордовской АССР / М. М. Голубчик, П. И. Беляев, Н. П. Федорцов // Проблемы социальноэкономического развития Нечернозёмной зоны РСФСР: тез. докл. Всерос. конф., Саранск, 1979 г. — Саранск, 1979. — С. 120—121. 1980 22. Голубчик М. М. Антропогенное воздействие на лесное хозяйство Тропической Африки / М. М. Голубчик // Страны и народы Востока. — М., 1980. — № 21. — С. 5 — 16.

### 1980—1985
- Голубчик М. М. Антропогенное воздействие на лесное хозяйство Тропической Африки / М. М. Голубчик // Страны и народы Востока. — М., 1980. — № 21. — С. 5 — 16.
- Голубчик М. М. Роль развивающихся стран в мировом капиталистическом хозяйстве / М. М. Голубчик // География в шк. — 1980. — № 2. — С. 18 — 24.
- Голубчик М. М. Горизонты развития географии / М. М. Голубчик, С. П. Евдокимов // Сов. Мордовия. — 1981. — 20 нояб.
- Голубчик М. М. Некоторые аспекты эколого-экономических исследований / М. М. Голубчик // Проблемы формирования и развития региональных социально-экономических систем «город — село» в республике и областях Нечернозёмной зоны РСФСР: материалы Всерос. конф. — Саранск, 1981. — С. 17 — 19.
- Голубчик М. М. Введение / М. М. Голубчик, В. Л. Котельников, А. А. Сальникова // География Мордовской АССР: учеб. пособие. Саранск, 1983. — С. 6 — 11.
- Голубчик М. М. Географические аспекты изучения лесных ресурсов развивающихся стран / М. М. Голубчик // Природа — население — хозяйство (географические аспекты исследования): межвуз. сб. науч. тр. — Саранск, 1983. — С. 14 — 21.
- Голубчик М. М. География транспорта / М. М. Голубчик // География Мордовской АССР: учеб. пособие. — Саранск, 1983. — Ч. 2. — С. 270—281.
- Голубчик М. М. Географы — народному хозяйству: [Геогр. фак. Мордов. гос. ун-та им. Н. П. Огарева] / М. М. Голубчик // Сов. Мордовия. — 1983. — 1 окт.
- Голубчик М. М. Комплексный географический подход к изучению лесных ресурсов развивающихся стран / М. М. Голубчик // География и развивающиеся страны. — Л., 1983.
- Голубчик М. М. Роль транспортной инфраструктуры в формировании и функционировании регионального агропромышленного комплекса /М. М. Голубчик, Т. И. Салимова // Актуальные проблемы комплексного развития регионов и преодоления социально-экономических различий между ними: материалы конф. — Саранск, 1983. — С. 258.
- Голубчик М. М. Сравнительно-географическая оценка лесоресурсного потенциала регионов развивающихся стран / М. М. Голубчик // География и развивающиеся страны. — Л., 1983.

- Голубчик М. М. Древесно-энергетическая проблема в развивающихся странах: (экономико-экологические аспекты) / М. М. Голубчик // IV Всесоюзная конференция африканистов: тез. докл. — М., 1984.
- Голубчик М. М. Политическая карта мира: метод. указания для студ. / М. М. Голубчик. — Саранск: Изд-во Мордов. ун-та, — 1984.
- Голубчик М. М. Тропические леса и проблемы их использования / М. М. Голубчик // География в шк. — 1984. — № 5. — С. 22 — 24.
- Голубчик М. М. Лесные ресурсы развивающихся стран: антропогенное воздействие и его последствия / М. М. Голубчик // Совершенствование лесного хозяйства в антропогенных лесах. — Йошкар-Ола, 1985. — Деп. в ВИНИТИ. 25.11.85. ШЗЗ-лх.
- Голубчик М. М. Пути повышения качества подготовки географов в университетах / М. М. Голубчик, С. П. Евдокимов, В. П. Нарежный, Н. П. Федорцов // География и проблемы идейно-политического воспитания, образования и культуры: тез. докл. VIII съезда Геогр. о-ва СССР, Киев, окт. 1985 г. — Л., 1985. — С. 84 — 86.
- Голубчик М. М. Транспортная система Мордовской АССР: развитие, преобразование, проблемы / М. М. Голубчик, Т. И. Салимова // Структурно-географические изменения в населении и хозяйстве Среднего Повожья и Южного Урала. — Куйбышев, 1985. — С. 85 — 89.

### 1986—1989
- Голубчик М. М. Взаимодействие сельского и лесного хозяйства в развивающихся странах (некоторые вопросы агролесокультурной системы) / М. М. Голубчик // Географические проблемы агропромышленного комплексирования и расселения. — Саранск, 1986. — С. 73 — 80.
- Голубчик М. М. География Мордовской АССР: учеб. пособие для учащихся 7 — 8 кл / М. М. Голубчик, В. П. Нарежный, А. И. Салищев. — Саранск: Мордов. кн. изд-во, 1986.- 104 с.
- Голубчик М. М. Значение творческого наследия М. В. Ломоносова в формировании современного специалиста-географа с университетским образованием / М. М. Голубчик, С. П. Евдокимов // М. В. Ломоносов и Север: тез. докл. Всесоюз. конф., Архангельск, июнь 1986 г. — Архангельск, 1986.
- Голубчик М. М. Методические указания по экономической географии: для абитуриентов, поступающих на экон. и геогр. фак. ун-та. / М. М. Голубчик, Н. Н. Калганова, Н. П. Федорцов. — Саранск: Изд-во Мордов. ун-та, 1986. — 44с.
- Голубчик М. М. Методические указания по экономической географии для абитуриентов / М. М. Голубчик, Н. Н. Калганова, Н. П. Федорцов. — Саранск: Изд-во Мордов. ун-та, 1986. — 44 с.
- Голубчик М. М. Мировое капиталистическое хозяйство сегодня / М. М. Голубчик // География в шк. — 1986. — № 5. — С. 77 — 79.
- Голубчик М. М. Развивающиеся страны Африки / М. М. Голубчик // География в шк. — 1986. — № 2. — С. 16 — 19.
- Голубчик М. М. Комплексное географическое исследование лесоресурсного потенциала развивающегося мира и его макрорегионов: метод. указания по экон. географии: для абитуриентов, поступающих на экон. и геогр. фак. ун-та / М. М. Голубчик, Н. Н. Калганова, Н. П. Федорцов. — Саранск: Изд-во Мордов. ун-та, 1986. — 44 с.
- Голубчик М. М. География лесных ресурсов и лесного хозяйства развивающихся стран / М. М. Голубчик / под ред. Е. В. Мироновой. — Саратов: Изд-во Сарат. ун-та, 1987. — 157 с.
- Голубчик М. М. Некоторые проблемы природопользования в условиях агропромышленной интеграции: (на примере Мордовской АССР) / М. М. Голубчик, В. П. Ковшов, В. Н. Пресняков // Проблемы рационального природопользования Мордовской АССР. — Саранск, 1987. — С. 93 −116. -Деп. в ВИНИТИ 5.11.87, № 7745 — В87.
- Голубчик М. М. Демографические процессы: проблемы анализа, прогноза и управления демографической политикой в регионе / М. М. Голубчик, Н. Н. Логинова, П. И. Беляев и др. // Прогнозирование социального развития и демографических процессов в условиях НТР: Всесоюз. науч. конф. — Ереван, 1988.
- Голубчик М. М. Задачи комплексного изучения региона в целях совершенствования территориального управления / М. М. Голубчик // Актуальные проблемы комплексного экономического и социального развития регионов в свете решений XXVII съезда и XIX Всесоюзной конференции КПСС: тез. докл. — Саранск, 1988. — С. 114.
- Голубчик М. М. Интенсификация использования природных ресурсов и отходов сельскохозяйственного производства в системе АПК (на примере Мордовской АССР) / М. М. Голубчик // Актуальные проблемы комплексного экономического и социального развития регионов в свете решений XXVII и XIX Всесоюз. конф. КПСС: тез. докл. — Саранск, 1988. — С. 37.
- Голубчик М. М. Развитие агрогеографических исследований в Мордовской АССР: некоторые итоги и перспективы / М. М. Голубчик, Н. А. Кильдишова, В. Н. Пресняков, Т. Л. Родосская // Территориальные проблемы социально-экономического развития регионов Нечернозёмной зоны РСФСР. — Саранск, 1988. — С. 82 — 87.
- Голубчик М. М. Глобальная проблема обезлесения и ее проявление в развивающихся странах Африки / М. М. Голубчик // V Всесоюзная конференция африканистов: тез. докл. — М., 1989.
- Голубчик М. М. Некоторые вопросы совершенствования структуры и содержания курса «Экономическая и политическая география зарубежных стран» / М. М. Голубчик // Пути совершенствования экономикогеографического образования в университетах страны. — М., 1989. — С. 129 −131.
- Голубчик М. М. Современные микрохозяйственные аспекты глобальных экономико-экологических проблем опустынивания и обезлесения / М. М. Голубчик // Основные проблемы географии Центрального Кавказа: сб. науч. тр. Сев. Осетин. ун-та. — Орджоникидзе, 1989. — С. 100—108.
- Голубчик М. М. Экономико-географический анализ лесоресурсного потенциала развивающихся стран / М. М. Голубчик // Изв. Всесоюз. геогр. о-ва. — 1989. — Т. 121, вып. 2. — С. 172—179.
- Голубчик М. М. Экономико-экологические проблемы природопользования в системе АПК (на примере Мордовской АССР) / М. М. Голубчик, В. П. Ковшов // Региональные проблемы социально-экономического развития и совершенствования управления АПК: тез. докл. Всесоюз. науч.- практ. конф., Саратов, 5 — 7 сент. 1989 г. — Саратов, 1989. — С. 213—214.

### 1990—1995
- Голубчик М. М. Энергетическое использование биомассы в развивающихся странах Африки: современное состояние и перспективы / М. М. Голубчик, В. П. Ковшов // V Всесоюзная конференция африканистов: тез. докл. — М., 1989.
- Голубчик М. М. География моей республики: кн. для чтения по географии Мордов. АССР. 7 — 8 кл. / М. М. Голубчик, В. П. Нарежный, В. Н. Пресняков. — Саранск: Мордов. кн. изд-во. 1990. — 176 с.
- Голубчик М. М. Деградация и истощение лесных ресурсов развивающихся стран: динамика, факторы, последствия / М. М. Голубчик // Экономико-географические аспекты природопользования (охрана природы и интенсификация производства). — Саранск, 1990. — С. 104—111.
- Голубчик М. М. Лесоресурсный потенциал развивающихся стран и его использование: Экономико-географический анализ: Автореф. дис… д-ра геогр. наук / М. М. Голубчик. — Л., 1990. — 42 с. 62. Голубчик М. М. Мировое хозяйство и международное разделение труда // География в шк. — 1990. — № 5. — С. 16 — 21.
- Голубчик М. М. Сравнительная оценка лесных ресурсов и проблемы лесопользования в автономных республиках Волго-Вятского экономического района / М. М. Голубчик // Проблемы комплексного территориального планирования и географо-экономического анализа природопользования в автономных республиках: тез. докл. науч. конф. — Саранск, 1990.
- Голубчик М. М. География всемирного хозяйства, как важное и перспективное направление экономической и социальной географии / М. М. Голубчик // Теоретические проблемы социально-экономической географии и совершенствования подготовки современного учителя: тез. докл. науч. конф. — Смоленск, 1991.
- Голубчик М. М. Комплексное географическое исследование лесоресурсного потенциала развивающегося мира и его макрорегионов / М. М. Голубчик // Географические исследования регионального природноресурсного потенциала. — Саранск, 1991. — С. 118—126.
- Голубчик М. М. Территориальная организация народнохозяйственного комплекса Мордовской АССР: (социально-экономические и экономико-географические аспекты) / М. М. Голубчик, Н. П. Федорцов, Н. Н. Логинова, В. Н. Пресняков // XX Огаревские чтения: тез. докл. науч. конф. — Саранск, 1991. — С. 55 — 56. 122
- Голубчик М. М. История и методология географической науки: Программа и метод. указ. / М. М. Голубчик. — Саранск: Изд-во Мордов. ун-та, 1992. — 44 с.
- Голубчик М. М. Новейшие изменения политической карты и геополитического положения Восточной Европы / М. М. Голубчик // Географический справочник: новые цифры, факты, названия. — М., 1992. 1992
- Голубчик М. М. Новейшие политико-географические изменения и проблемы современного мира: некоторые направления исследования / М. М. Голубчик // Вестн. Морд. ун-та. — 1992. — № 3. — С. 16 — 18.
- Голубчик М. М. Этнополитические факторы новейших политикогеографических изменений в Европе / М. М. Голубчик // Цивилизованное развитие наций и межнациональных отношений. — Саранск, 1992. — С. 8 — 9. 1993
- Голубчик М. М. В. Э. Ден и исследование проблем географии мирового хозяйства / М. М. Голубчик // Тезисы докладов научного симпозиума. — СПб., 1993.
- Голубчик М. М. Введение в экономическую и социальную географию: учеб. Пособие / М. М. Голубчик, Э. Л. Файбусович, Н. Н. Логинова, В. П. Ковшов. — Саранск: Изд-во Мордов. ун-та, 1993. — 222 с.
- Голубчик М. М. Географическое положение России: новые черты и проблемы / М. М. Голубчик // География в шк. — 1993. — № 4. — С. 3 — 7,11. 74. Голубчик М. М. География мирового хозяйства: метод. указания / М. М. Голубчик, В. П. Ковшов. — Саранск: Изд-во Мордов. ун-та, 1993. — 32 с.
- Голубчик М. М. Концепция территориальной организации общества в университетском географическом образовании / М. М. Голубчик // Проблемы территориальной организации общества: тез. докл. науч. конф. — Пермь, 1993.
- Голубчик М. М. Культурологический потенциал историкогеографо-экологического страноведения / М. М. Голубчик, Л. В. Голубчик // Обновление школы и проблемы культуры педагога в процессе непрерывного образования: материалы к конф. — СПб., 1993.
- Хрестоматия по курсу «Введение в экономическую и социальную географию» / Сост.: М. М. Голубчик, Э. Л. Файбусович. — Саранск: Изд-во Мордов. ун-та, 1993. — 245 с.
- Голубчик М. М. Взгляды Н. П. Огарева на районирование России: сущность, значение, актуальность / М. М. Голубчик, Н. А. Кильдишова, О. Куряев // XXII Огаревские чтения. — Саранск, 1993. — С. 66 — 67. 1994
- Голубчик М. М. Географическое положение Российской Федерации как независимого государства: характерные черты и проблемы / М. М. Голубчик // Россия в современном мире. — Саранск, 1994.
- Голубчик М. М. Опыт использования интеграционного подхода в гуманизации процесса преподавания в средней школе / М. М. Голубчик, 123 Л. В. Голубчик // Научно-экспериментальная работа как условие развития школы: материалы к конф. — СПб, 1994.
- Голубчик М. М. Приоритетные направления географических исследований в вузах России: (значение системы грантов) / М. М. Голубчик, Е. В. Миронова, Ю. П. Селиверстов, А. М. Носонов // Вестн. Морд. ун-та. — 1994. — № 4. — С. 52 — 55.
- Голубчик М. М. Проблемы развития сельского хозяйства в рамках экологической стабильности регионов / М. М. Голубчик, В. П. Ковшов, А. М. Носонов // Экологическая безопасность и социально-экономическое развитие регионов России: тез. докл. науч. конф. — Саранск, 1994.
- Голубчик М. М. Пространственная структура всемирного хозяйства: опыт экономико-географического анализа / М. М. Голубчик // География в вузах России. -СПб., 1994. — С. 41 — 48.
- Голубчик М. М. Развивая творческое сотрудничество / М. М. Голубчик // Вестн. Морд. ун-та. — 1994. — № 3.- С. 60 — 62.
- Голубчик М. М. Самое — самое в природе Земли / М. М. Голубчик, В. П. Ковшов // География в шк. — 1994. — № 2. — С. 64 — 66; № 3. С. 36 — 37.
- Голубчик М. М. Самый, самая, самое в природе земного шара / М. М. Голубчик, В. П. Ковшов. — Саранск: Изд-во Мордов. ун-та, 1994. — 84 с.
- Голубчик М. М. Своеобразие социальной географии как науки / М. М. Голубчик // География: еженед. прил. к газ. «Первое сентября». — 1994. — № 39.
- Голубчик М. М. Эволюция использования земельных ресурсов в сельском хозяйстве на основной земледельческой территории / М. М. Голубчик, А. М. Носонов, В. Н. Пресняков // География Среднерусской возвышенности: межвуз. сб. науч. тр. — Курск, 1994.
- Голубчик М. М. Экономический и экологический критерии оптимизации территориальной организации сельского хозяйства / М. М. Голубчик, В. П. Ковшов, А. М. Носонов // Экологическая безопасность и социально-экономическое развитие регионов России: тез. докл. науч. конф. — Саранск, 1994.

### 1995—2001
- Голубчик М. М. География мирового хозяйства: учеб. пособие: в 2 ч. / науч. ред. Ю. Д. Дмитриевский. — Саранск: Изд-во Мордов. ун-та, 1995. — Ч 1 — 2.
- Голубчик М. М. Интеграция среднего и высшего географического образования в системе регионального округа / М. М. Голубчик // Интеграция региональных систем образования: тез. Всерос. науч-практ. конф., Саранск, 16 — 18 мая 1995 г. — Саранск, 1995. — С. 126—127.
- Голубчик М. М. Историко-географические аспекты в научном наследии В. В. Покшишевского / М. М. Голубчик // Историческая география: тенденции и перспективы: сб. науч. тр. — СПб., 1995.
- Голубчик М. М. Оптимизация территориальной организации и уровня интенсификации сельского хозяйства региона / М. М. Голубчик, 124 А. М. Носонов, В. П. Ковшов, В. Н. Пресняков // Регион и география: тез. докл. Междунар. конф. — Пермь, 1995.
- Голубчик М. М. Пространственная структура мирового хозяйства: характерные черты и проблемы развития / М. М. Голубчик // География в шк. — 1995. — № 2 . -С. 2 — 11.
- Голубчик М. М. Россия и мировое сообщество: актуальные направления географических исследований / М. М. Голубчик // Географическая наука и образование: тез. докл. X съезда Рос. геогр. о-ва. — СПб., 1995. 1996
- Голубчик М. М. Географический облик Мордовии / М. М. Голубчик // География: Еженед. прил. к газ. «Первое сентября». — 1996. — № 6. — С. 1 — 3.
- Голубчик М. М. География мирового хозяйства как отрасль социально-экономической географии: некоторые направления и подходы исследования / М. М. Голубчик, Л. Г. Лаухина, С. В. Сарайкина // Современная география и окружающая среда: тез. Всерос. науч. конф. — Казань, 1996. — С. 5 — 7.
- Голубчик М. М. Интеграция географического образования в системе Регионального учебного округа / М. М. Голубчик // Интеграция образования. — 1996. — С. 37 — 39.
- Голубчик М. М. Использование природных ресурсов и охрана природы: учеб. пособие для студ. вузов, обуч. по направлению «География», специальностям «География» и «Экономика природопользования» / М. М. Голубчик, В. П. Ковшов, А. М. Носонов. — Саранск: Изд-во Мордов. ун-та, 1996. — 228 с.
- Голубчик М. М. Критерии экологической оценки устойчивости экономического развития региона / М. М. Голубчик, В. П. Ковшов, А. М. Носонов // Вестн. Морд. ун-та. — 1996. — № 1. — С. 35 — 40.
- Голубчик М. М. Кто же был первым? Из истории экспедиций к Северному полюсу / М. М. Голубчик // География: еженед. прил. к газ. «Первое сентября». −1996. — № 48. — С. 12 — 13.
- Голубчик М. М. Россия в системе мирового хозяйства / М. М. Голубчик // География: еженед. прил. к газ. «Первое сентября». — 1996.- № 35. — С. 1 — 3; № 39. — С. 12.
- Голубчик М. М. Стихийные природные явления и экологические проблемы / М. М. Голубчик // География в шк. — 1996. — № 3. — С. 32 — 36.
- Голубчик М. М. Территориальная структура мирового хозяйства: сущность и новейшие изменения / М. М. Голубчик // Территориальная организация общества и управление в регионах: материалы Всерос. межвуз. конф. — Воронеж, 1996. — С. 18 — 19. 1997
- Голубчик М. М. «Газпром» как естественная монополия / М. М. Голубчик // География: Еженед. прил. к газ. — «Первое сентября». — 1997. — № 36. — С. 1 — 3; № 38. — С. 1, 4, 52. 125
- Голубчик М. М. Геосистемы как объект географических исследований / М. М. Голубчик // Экономические, социально-политические и экологические аспекты исследования геосистем: межвуз. сб. науч. тр. — Саранск, 1997. Вып. 1. — С. 12 — 17.
- Голубчик М. М. За 500 лет до Колумба и 1000 лет тому назад: из истории плавания викингов в Северную Америку / М. М. Голубчик // География: еженед. прил. к газ. — «Первое сентября». — 1997. — № 20. — С. 8 — 9.
- Голубчик М. М. Идеи Н. П. Огарева об экономическом районировании и современные проблемы территориального разделения труда в Российской Федерации / М. М. Голубчик // Вестн. Морд. ун-та. — 1997. — № 2/3. — С. 100—105.
- Голубчик М. М. Мировое социально-экономическое развитие накануне XXI в.: Характерные черты и проблемы / М. М. Голубчик // География в шк. — 1997. — № 7. — С. 3 — 10.
- Голубчик М. М. П. П. Семенов-Тян-Шанский как выдающийся географ-страновед / М. М. Голубчик // Научное наследие П. П. СеменоваТян-Шанского и его роль в развитии современной науки: материалы Всерос. науч. конф. — Липецк, 1997. — С. 42 — 43.
- Голубчик М. М. Региональное исследование взаимодействия политических нововведений и социально-экономической системы: научнометодические подходы / М. М. Голубчик, В. А. Вехов, А. М. Носонов // География и региональная политика: материалы Междунар. конф. — Смоленск, 1997. — Ч.1. — С. 63 — 65.
- Голубчик М. М. Региональные проблемы внешнеэкономических отношений Российской Федерации / М. М. Голубчик // География и региональная политика: материалы Междунар. конф. — Смоленск, 1997. — Ч.1. — С. 23 — 28.
- Голубчик М. М. Региональный аспект развития экономического взаимодействия Российской Федерации с зарубежными странами: (на примере Северо-Запада России) / М. М. Голубчик // Региональная экономика и региональная политика: сб. науч. тр. Екатеринбург. гос. ун-та. — Екатеринбург, 1997. — Вып. 3. — С. 165—175.
- Голубчик М. М. Сянган (Гонконг): Накануне воссоединения с Китаем / М. М. Голубчик // География: еженед. прил. к газ. «Первое сентября». — 1997. — № 24. — С. 1. 1998
- Голубчик М. М. Географическое образование в системе Регионального учебного округа: (учеб.-метод. разработка) / М. М. Голубчик // Интеграция образования: проблемы и перспективы. — Саранск, 1998. — С. 111—117.
- Голубчик М. М. История географии: учеб. пособие для студ. вузов, обуч. по направлению и спец. «География» / М. М. Голубчик, С. П. Евдокимов, Г. Н. Максимов. — Смоленск: Изд-во Смолен. ун-та, 1998. — 224 с. 126
- Голубчик М. М. Мирохозяйственные аспекты комплексной страноведческой характеристики / М. М. Голубчик // Проблемное страноведение и мировое развитие. — Смоленск, 1998. — С. 68 — 78.
- Голубчик М. М. Некоторые вопросы изучения пространственной структуры современного всемирного хозяйства / М. М. Голубчик, В. П. Ковшов // Проблемы территориальной организации общества: мез. докл. науч. конф. — Пермь, 1998.
- Голубчик М. М. Политико-географический облик мира накануне XXI века: характерные черты и возможные изменения / М. М. Голубчик // География: еженед. прил. к газ. «Первое сентября». — 1998. — № 38. — С. 1 — 3,8.
- Голубчик М. М. Политическая география мира: учеб. пособие для студ. вузов, обуч. по направлению и спец. «География» / М. М. Голубчик. — Смоленск: Изд-во Смолен. ун-та, 1998. — 312 с.
- Голубчик М. М. Территориальные проблемы в постсоветском государстве: опыт типологии / М. М. Голубчик // Территориальная справедливость, региональные конфликты и региональная безопасность: материалы Междунар. науч. конф. — Смоленск, 1998. — Ч.1. — С. 66 — 68.
- Голубчик М. М. Устойчивое развитие государства как сложной многокомпонентной системы (некоторые подходы к исследованию) / М. М. Голубчик // Экономические, социально-политические и экологические аспекты исследования геосистем: межвуз. сб. науч. тр. — Саранск, 1998. Вып.2. — С. 14 — 22.
- Голубчик М. М. Экономическая и социальная география: пособие для поступающих на экон. и геогр. спец. вузов / М. М. Голубчик, А. М. Носонов. — Саранск, 1998. — 36 с. 1999
- Голубчик М. М. География — наука о геосистемах / М. М. Голубчик, С. П. Евдокимов, А. М. Носонов, Г. Н. Максимов // Экономические, социально-политические и экологические аспекты исследования геосистем: межвуз. сб. науч. тр. — Саранск, 1999. — Вып. 3. — С. 4 — 9.
- Голубчик М. М. Геополитические факторы социальнополитического развития России / М. М. Голубчик // Экономические, социально-политические и экологические аспекты исследования геосистем: межвуз. сб. науч. тр. — Саранск, 1999. — Вып.3. — С. 55 — 58.
- Голубчик М. М. Геополитический подход в исследовании социально-политических систем: (исходные положения) / М. М. Голубчик, В. А. Вехов // Экономические, социально-политические и экологические аспекты исследования геосистем: межвуз. сб. науч. тр. — Саранск, 1999. — Вып. 3. — С. 78 — 82.
- Голубчик М. М. Качество жизни населения как категория комплексного страноведения / М. М. Голубчик // Н. М. Пржевальский и современное страноведение: материалы Междунар. науч.-практ. конф. — Смоленск, 1999. — С. 132—133.
- Голубчик М. М. Н. М. Пржевальский — выдающаяся личность в истории географического познания Земли / М. М. Голубчик, Л. В. Голубчик // Н. М. Пржевальский и современное страноведение: материалы Междунар. науч.-практ.конф. — Смоленск, 1999. — С. 12 — 13.
- Голубчик М. М. Политико-географические проблемы в постсоветском пространстве на рубеже XXI в. / М. М. Голубчик // География в шк. — 1999. — № 6. — С. 11 — 17, 21.
- Голубчик М. М. Самое — самое на политической карте мира / М. М. Голубчик // География в шк. — 1999. — № 7. — С. 36 — 40.
- Голубчик М. М. Теоретические проблемы географии и их отражение в системе высшего географического образования / М. М. Голубчик, А. М. Носонов // География на рубеже веков: проблемы регионального развития: материалы Междунар. конф. — Курск, 1999. — Ч.1 — С. 25 — 27.
- Голубчик М. М. География в современном мире: учеб. пособие / М. М. Голубчик, С. П. Евдокимов. — Саранск: Изд-во Мордов. ун-та, 2000. — 56 с.
- Голубчик М. М. География, региональные исследования и региональная наука: некоторые исходные положения / М. М. Голубчик, С. П. Евдокимов, Г. Н. Максимов, А. М. Носонов // Регионология. — 2000. — № 3/4. — С. 137—146.
- Голубчик М. М. Изменение функций и характера сельской местности: (некоторые глобальные аспекты) / М. М. Голубчик // Социальноэкономические и экологические проблемы развития сельской местности: материалы Междунар. науч. конф., Саранск, 2 — 5 окт. 2000 г. — Саранск, 2000. — Ч.1. — С. 99 — 105.
- Голубчик М. М. Иран — уникальная мусульманская республика / М. М. Голубчик, М. А. Жулина // География в шк. — 2000. — № 8. — С. 15 — 26.
- Голубчик М. М. О сходстве и различии объектов и предметов геоморфологии и палеогеографии / М. М. Голубчик, С. П. Евдокимов, А. М. Носонов // География — школе: сб. науч. тр. — СПб, 2000. — С. 90 — 93.
- Голубчик М. М. Региональная организация жизни общества: (на примере Республики Мордовия) / М. М. Голубчик, Н. Н. Логинова, А. М. Носонов, Н. П. Федорцов // Проблемы региональной политики и регионального анализа: материалы IV Всерос. науч. семинара, Смоленск, 11 — 12 апр. 2000 г. — Смоленск, 2000. — С. 34 — 36.
- Голубчик М. М. Философско-методологические основы высшего географического образования / М. М. Голубчик, С. П. Евдокимов, А. М. Носонов // Интеграция образования. 2000. № 3. С. 48 — 51.
- Голубчик М. М. Ю. Д. Дмитревский и отечественное страноведение / М. М. Голубчик // Образ геопространства: сб. науч. тр., посвящ. 80- летию Ю. Д. Дмитревского. — СПб., 2000. — С. 17 — 22. 2001
- Голубчик М. М. Краткий словарь терминов по политической географии / М. М. Голубчик // География в шк. — 2001. — № 5. — С. 16 — 21. 128
- Голубчик М. М. Политическая карта мира: Справ. учеб. пособие / М. М. Голубчик. — Смоленск: Универсум, 2001. — 157 с.
- Голубчик М. М. Региональные аспекты геополитической стратегии России / М. М. Голубчик // География в шк. — 2001. — № 1. — С. 7 — 15.
- Голубчик М. М. Теоретико-методологические проблемы преемственности среднего и высшего географического образования / М. М. Голубчик, С. П. Евдокимов // Интеграция образования. — 2001. — № 4. — С. 106—108.
- Голубчик М. М. Территория, территориальные ресурсы и территориальная организация как важнейшие географические категории / М. М. Голубчик, С. П. Евдокимов, А. М. Носонов, Г. Н. Максимов // География в шк. — 2001. — № 7. — С. 33 — 41.

### 2002—2003 (посмертно)
- Голубчик М. М. Глобализация: новый этап географии мира / М. М. Голубчик, М. А. Жулина // География в шк. — 2002. — № 5. — С. 3 — 15.
- Голубчик М. М. Социальная география: сущность, задачи, новые направления исследования / М. М. Голубчик, М. А. Жулина // География в шк. — 2003. — № 2. — С. 16 — 22.
- Голубчик М. М. Экономическая и социальная география (основы науки): учеб. для ВУЗов. / М. М. Голубчик, Э. Л. Файбусович, А. М. Носонов, С. В. Макар. — М.: ВЛАДОС, 2003. — 400 с.
- Голубчик М. М. География: Учеб. для экологов и природопользователей / М. М. Голубчик, С. П. Евдокимов. — М.: Аспект Пресс, 2003. — 304 с.
- Голубчик М. М. Социально-экономическая география. 2-е изд., испр. и доп. Учебник для вузов / А. М. Носонов, М. М. Голубчик, Э. Л. Файбусович, С. В. Макар. — М.: ЮРАЙТ, 2020. — 475 с. (с грифом УМО высшего образования РФ).
- Голубчик М. М. Теория и методология географической науки. 2-е изд., испр. и доп. Учебник для бакалавриата и магистратуры / А. М. Носонов, М. М. Голубчик, С. П. Евдокимов, С. В. Макар, Г. Н. Максимов. — М.: ЮРАЙТ, 2020. — 409 с. (с грифом УМО высшего образования РФ).

## Книги под редакцией Марка Голубчика
- География Мордовской АССР: учеб. пособие / редкол.: М. М. Голубчик, С. П. Евдокимов, В. П. Нарежный. — Саранск: Изд-во Мордов. ун-та, 1983. — 304 с.
- Природа — население — хозяйство: (географические аспекты исследования): межвуз. сб. науч. тр. / Редкол.: М. М. Голубчик (отв. ред.) и др. — Саранск: Изд-во Мордов. ун-та, 1983. — 156 с.
- Географические проблемы агропромышленного комплексирования и расселения: межвуз. сб. науч. тр. / редкол.: М. М. Голубчик (отв. ред.) и др. — Саранск: Изд-во Мордов.ун-та, 1986.- 160 с.
- Территориальные проблемы социально-экономического развития регионов Нечернозёмной зоны РСФСР: межвуз. сб. науч. тр. / редкол.: М. М. Голубчик (отв. ред.) и др. — Саранск: Изд-во Мордов. ун-та, 1988. — 167 с.
- Проблемы комплексного территориального планирования и географо-экономического анализа природопользования в автономных республиках: тез. докл. науч. конф. / отв. ред.: М. М. Голубчик. — Саранск, 1990. — 94 с.
- Экономико-географические аспекты природопользования (охрана природы и интенсификация производства): сб. / редкол.: М. М. Голубчик (отв. ред.) и др. — Саранск: Изд-во Мордов. ун-та, 1990. — 125 с.
- Географические исследования регионального природно-ресурсного потенциала / редкол.: М. М. Голубчик (отв. ред.) и др. — Саранск: Изд-во Мордов. ун-та, 1991. — 128 с.
- Россия в современном мире: сб. материалов в помощь учителям географии и учащимся старших классов сред. шк. / под общ. ред. М. М. Голубчика. — Саранск: Изд-во Мордов. ун-та, 1994. — 94 с.
- Экономические, социально-политические и экологические аспекты исследования геосистем: межвуз. сб. науч. тр. Вып. 1. / редкол.: М. М. Голубчик (отв. ред.) и др. — Саранск: Изд-во Мордов. ун-та, 1997. — 105 с.
- Социально-экономические и экологические проблемы развития сельской местности: материалы Междунар. науч. конф., 2 — 5 окт. 2000 г. [Посвящ. 75-летию В. Г. Крючкова ] / редкол.: М. М. Голубчик (отв. ред.) и др. — Саранск, 2000. — 140 с.
- Экономические, социально-политические и экологические аспекты исследования геосистем: межвуз. сб. науч. тр.: Вып. 5. / редкол.: М. М. Голубчик (отв. ред.) и др. — Саранск, 2001.

## Награды, премии, ассоциации
- Почетный диплом Русского географического общества (1994) - вручен коллективу авторов за книгу «Введение в экономическую и социальную географию: учебное пособие для вузов» (в сооавторстве: Файбусович Э. Л., Логинова Н. Н., Ковшов В. П.) (1993). — ISBN 5-710-30081-0[2]
- Медаль Ветеран труда (1996)
- Член Головного совета по географическим наукам Минобразования РФ[3]
- Заслуженный деятель науки Республики Мордовия

## Публикации о Марке Голубчике
- Голубчик М. М. // Ученые Мордовского университета: биогр. справ. 2001 / сост. М. Н. Сенгаева, М. А. Щетинина. — Саранск, 2001. — С. 174.
- Ямашкин А. Голубчик Марк Михайлович // Мордовия: кто есть кто: Энцикл. слов.-справ. — Саранск, 2002. — С. 99.
- Сердце ученого: [Марк Михайлович Голубчик] // Аргументы и факты (Регион. прил. «Мордовия»). — 2002. — 5 янв. — С. 7.
- Логинова Н. Н. Марк Михайлович Голубчик / Н. Н. Логинова // Голос. Мордов. ун-та. — Саранск. — 2003. — Нояб. (№ 15). — С. 3.
- Список основных трудов доктора географических наук профессора Марка Михайловича Голубчика / Сост. Л. В. Капустина; Науч. библ. им. М. М. Бахтина Мордов. гос. ун-та им. Н. П. Огарева. — Саранск. 2003. — 18 с.